# Communauté de communes du Territoire de Fresnes-en-Woëvre
La communauté de communes du Territoire de Fresnes-en-Woëvre est une communauté de communes française, située dans le département de la Meuse en région Grand Est.

## Histoire
La communauté de communes du canton de Fresnes en Woëvre, dont le siège social est à Fresnes-en-Woëvre, est créée le 1er janvier 1997 par arrêté préfectoral du 23 décembre 1996.
Par délibération du 26 septembre 2016, le conseil adopte la nouvelle dénomination Territoire de Fresnes-en-Woëvre en faisant disparaitre la mention du Canton de Fresnes-en-Woëvre qui a été supprimée en mars 2015

## Composition
La communauté de communes est composée des 32 communes suivantes :

| Nom                        | Code Insee | Gentilé       | Superficie (km2) | Population (dernière pop. légale) | Densité (hab./km2) |
| -------------------------- | ---------- | ------------- | ---------------- | --------------------------------- | ------------------ |
| Fresnes-en-Woëvre (siège)  | 55198      | Fresnois      | 9,08             | 668 (2022)                        | 74                 |
| Avillers-Sainte-Croix      | 55021      | Avilottes     | 5,5              | 80 (2022)                         | 15                 |
| Bonzée                     | 55060      | Bonzéens      | 21,14            | 367 (2022)                        | 17                 |
| Combres-sous-les-Côtes     | 55121      | Combriots     | 5,06             | 108 (2022)                        | 21                 |
| Dommartin-la-Montagne      | 55157      | Dommartinois  | 6,77             | 51 (2022)                         | 7,5                |
| Doncourt-aux-Templiers     | 55163      |               | 6,18             | 67 (2022)                         | 11                 |
| Les Éparges                | 55172      |               | 9,52             | 61 (2022)                         | 6,4                |
| Hannonville-sous-les-Côtes | 55228      |               | 15,71            | 546 (2022)                        | 35                 |
| Harville                   | 55232      | Harvillois    | 5,54             | 112 (2022)                        | 20                 |
| Haudiomont                 | 55237      |               | 9,3              | 232 (2022)                        | 25                 |
| Hennemont                  | 55242      |               | 10,82            | 111 (2022)                        | 10                 |
| Herbeuville                | 55243      | Herbeuvillois | 6,71             | 181 (2022)                        | 27                 |
| Labeuville                 | 55265      |               | 9,58             | 140 (2022)                        | 15                 |
| Latour-en-Woëvre           | 55281      |               | 6,74             | 87 (2022)                         | 13                 |
| Maizeray                   | 55311      | Mazarains     | 3,87             | 24 (2022)                         | 6,2                |
| Manheulles                 | 55317      |               | 10,45            | 152 (2022)                        | 15                 |
| Marchéville-en-Woëvre      | 55320      |               | 5,63             | 68 (2022)                         | 12                 |
| Mouilly                    | 55360      |               | 10,96            | 106 (2022)                        | 9,7                |
| Moulotte                   | 55363      | Moulottois    | 5,53             | 87 (2022)                         | 16                 |
| Pareid                     | 55399      | Pareidois     | 7,02             | 111 (2022)                        | 16                 |
| Pintheville                | 55406      |               | 5,18             | 104 (2022)                        | 20                 |
| Riaville                   | 55429      |               | 3,36             | 50 (2022)                         | 15                 |
| Ronvaux                    | 55439      | Ronvalois     | 2,63             | 105 (2022)                        | 40                 |
| Saint-Hilaire-en-Woëvre    | 55457      |               | 11,12            | 181 (2022)                        | 16                 |
| Saint-Remy-la-Calonne      | 55465      | Saint-Remions | 8,04             | 99 (2022)                         | 12                 |
| Saulx-lès-Champlon         | 55473      |               | 7,81             | 113 (2022)                        | 14                 |
| Thillot                    | 55507      | Thillotins    | 3,65             | 206 (2022)                        | 56                 |
| Trésauvaux                 | 55515      |               | 3,95             | 70 (2022)                         | 18                 |
| Ville-en-Woëvre            | 55557      |               | 14,18            | 130 (2022)                        | 9,2                |
| Villers-sous-Pareid        | 55565      |               | 6,12             | 74 (2022)                         | 12                 |
| Watronville                | 55579      | Watronvillois | 6,39             | 102 (2022)                        | 16                 |
| Woël                       | 55583      |               | 13,21            | 208 (2022)                        | 16                 |

## Administration
Le Conseil communautaire est composé de 45 délégués. Le bureau est composé de 13 membres, dont le président et 3 vice-présidents.
| Période                                  | Période       | Identité            | Étiquette | Qualité                                          |
| ---------------------------------------- | ------------- | ------------------- | --------- | ------------------------------------------------ |
| Les données manquantes sont à compléter. |               |                     |           |                                                  |
|                                          | 22 avril 2014 | Jean-Claude Humbert |           | Maire d'Hannonville-sous-les-Côtes (depuis 2008) |
| 22 avril 2014                            | En cours      | Laurent Joyeux      | LR        | Maire de Maizeray (2014-2020)                    |